# Mari Fernandez
Mariana Fernandes de Sousa (Alto Santo, 19 de fevereiro de 2001), mais conhecida pelo seu nome artístico Mari Fernandez, é uma cantora, compositora, empresária e musicista brasileira. Tornou-se conhecida pelas canções "Não, Não Vou", que deu início a sua carreira, e pela música "Parada Louca", lançado em parceria com o cantor Marcynho Sensação.
Nascida em Alto Santo, ela começou a cantar aos sete anos, na escola e nas igrejas que frequentava, dando os primeiros indícios de seu interesse pela carreira musical. Aos dez, ganhou seu primeiro violão, e começou a aprender a tocar com a ajuda do padrasto. E aos quinze, compôs sua primeira canção.
Fernandez iniciou sua carreira em 2021, ao lançar o seu álbum Piseiro Sofrência, entre elas se destacou a música "Não, Não Vou", que alcançou o primeiro lugar do Spotify Brasil. Entre 2021 e 2024, lançou canções como "Comunicação Falhou", "Eu Gosto Assim" e "Seu Brilho Sumiu", entre outras, com parcerias como Nattan, Gustavo Mioto, Israel & Rodolffo e Maiara & Maraisa.

## Biografia e carreira

### Início de vida

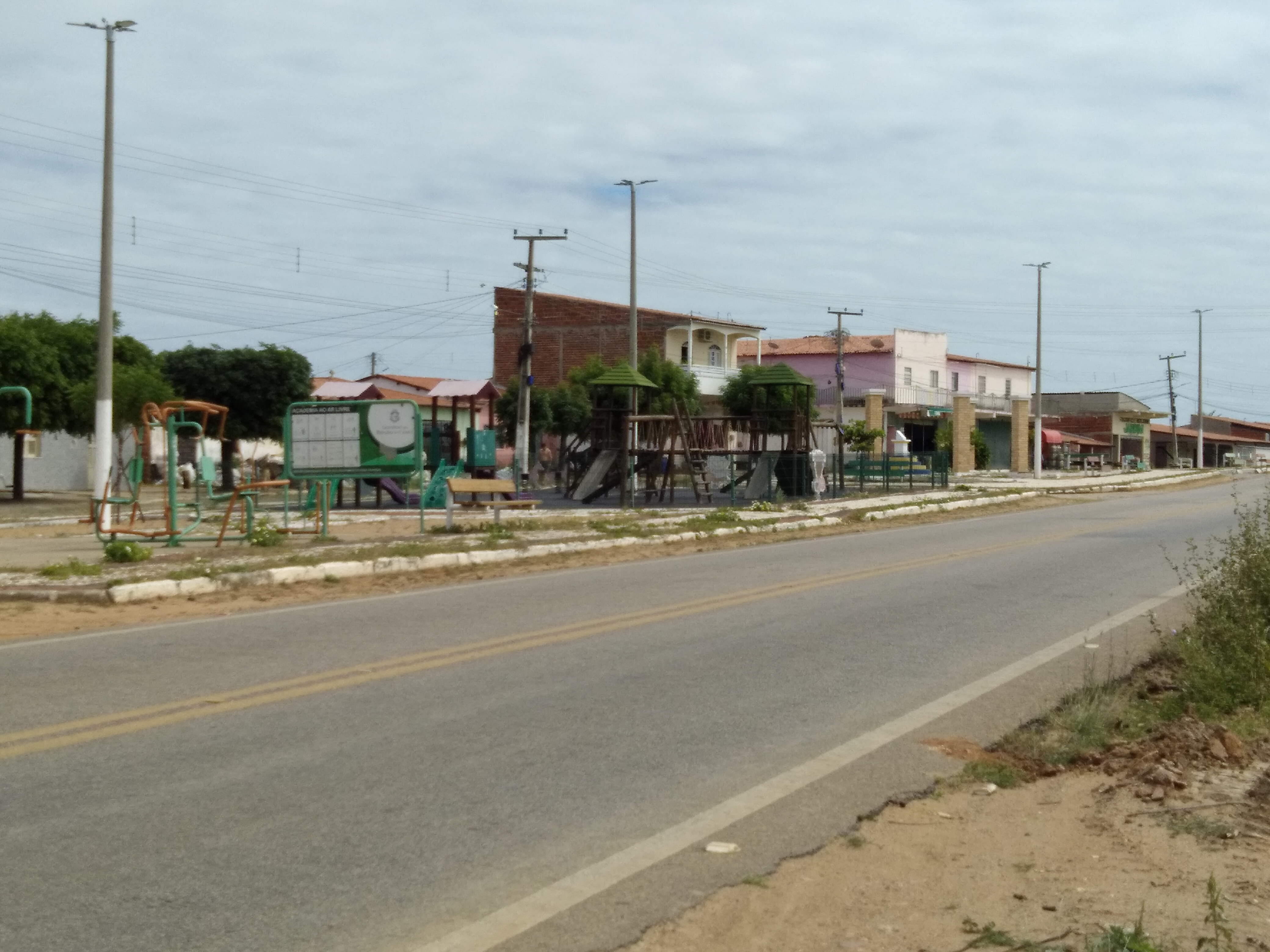
Vista panorâmica de estrada em Alto Santo, Ceará, terra natal de Mari Fernandez.

Nascida na cidade de Alto Santo, no interior do estado do Ceará, Mariana Fernandes de Sousa, é a primeira filha de Kilvia Fernandes. Mari se apaixonou desde cedo pela música, tendo começado a cantar na escola e em eventos religiosos por meio de uma tia. Aos 10 anos, Mari ganhou seu primeiro violão em um festival em sua cidade e começou a aprender a tocar com a ajuda do padrasto, que não tinha muita habilidade musical, e assim começou a dar seus primeiros passos na música.
Com a intenção de seguir na carreira musical, Mari Fernandez começou a compor canções profissionalmente, tendo feito a sua primeira canção aos 15 anos, que nasceu de uma história vivida. A partir daí, resolveu se profissionalizar de vez. Após terminar o ensino médio, foi embora do interior para a capital para tentar a vida como compositora. Mari trabalhava em outros empregos para se manter, mas ainda dedicava tempo para à composição, reservando três horas diárias. Com o passar do tempo, Fernandez emplacava composições suas na voz de artistas do forró e piseiro, como Tarcísio do Acordeon e Vitor Fernandes.

### 2021:Piseiro Sofrênciae "Não, Não Vou"
Mari teve a primeira oportunidade de cantar profissionalmente por indicação de amigos, o que a levou a conhecer o empresário Wagner Barbosa, que precisava de uma voz feminina para um projeto de piseiro. Em 29 de abril, foi lançado o álbum Piseiro Sofrência, com 10 faixas, contou com a colaboração de Vitor Fernandes. Durante o projeto, foi criado o nome artístico de Mari Fernandes com ‘Z’ no final.
Entre as canções do álbum, a música "Não, Não Vou" se destacou após ganhar notoriedade através das "dancinhas" do aplicativo de vídeos curtos TikTok, e sendo difundida por diversas personalidades como: Gkay, Lexa, Tirullipa, Neymar, Virginia Fonseca e Rafa Kalimann. O single alcançou o Top 1 do Spotify Brasil, entrando também no chart Global, do Paraguai e de Portugal. Este feito foi repetido por "Parada Louca", música lançada em parceria com Marcynho Sensação. Em agosto de 2021, Fernandez assinou com a gravadora Sony Music, sendo a primeira artista do projeto Filtr Lab, programa da gravadora que visa impulsionar artistas em ascensão.

### 2022: Ascensão, álbuns, turnê e empresária
Em janeiro, Mari assinou contrato com a produtora Vybbe, que tem como um dos acionistas o cantor Xand Avião. No dia 20 de abril, a cantora lançou o seu segundo álbum gravado em Fortaleza e contou com a colaboração de Nattan, Simone & Simaria, Xand Avião e Zé Vaqueiro. Em julho, Fernandez lançou a sua primeira turnê, denominada de Mari Sem Fim, que pretende: o show durar até amanhecer e rodar pelo país todo.
Em 16 de setembro, foi lançada a canção "Eu Gosto Assim" em colaboração com Gustavo Mioto, música que faz parte da comemoração dos 10 anos de carreira do cantor. No dia 8 de outubro de 2022, 23 dias após seu lançamentos, a canção alcançou o 1.º lugar da tabela Top 1 Brasil da plataforma de streaming Spotify após ter estreado na posição 115. “Eu Gosto Assim” ficou mais de um mês na liderança da tabela, além de ter alcançado também  primeiro lugar no Deezer e Top 10 nas rádios. O videoclipe também figurou no primeiro lugar dos vídeos de música mais assistidos do YouTube Brasil e contava com 39 milhões de visualizações em 10 de novembro de 2022. A música também liderou por dois meses a tabela Top 50 Streaming e liderou por seis semanas a parada musical Brazil Songs.
Em 1.º de dezembro, Mari iniciou a carreira como empresária e gerenciará o cantor e amigo Marttin Monteiro. No dia 15 do mesmo mês, Fernandez lançou o seu terceiro álbum, Quando Tem Sentimento, com 10 faixas e a participação de Murilo Huff.

### 2023:Ao Vivo em São Paulo

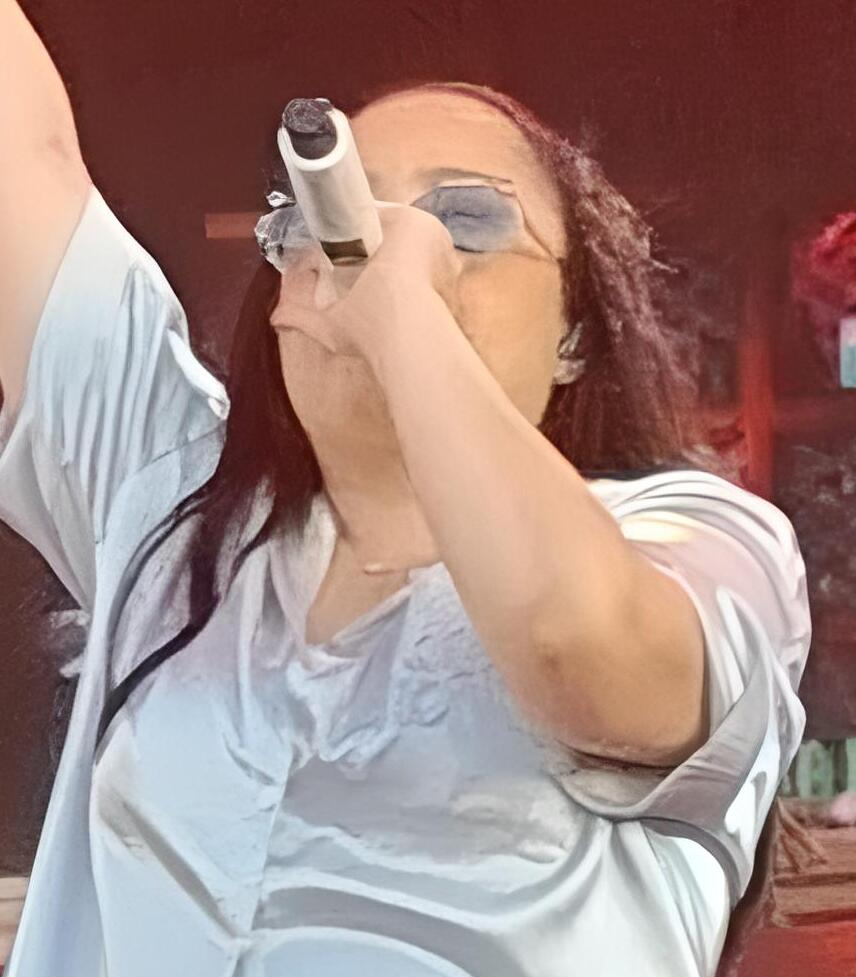
Mari no FestBerro 2023.

Em abril, Mari lançou seu segundo DVD e quarto álbum, que foi gravado em São Paulo para um público de mais de 7 mil pessoas. Houve a participação de Luísa Sonza, Maiara & Maraisa, Hugo & Guilherme e Wesley Safadão.

### 2024–presente: Som Livre,Mari no Barzinho, Top 1 eAo Vivo no Rio de Janeiro
Em 30 de abril de 2024, Mari Fernandez assinou o maior contrato de uma artista feminina com a gravadora Som Livre. Deste modo, ela deixa a Sony após quase três anos de parceria. Como primeiro ato, foi lançado na semana anterior o EP Mari no Barzinho (Ao Vivo no RJ). O repertório do álbum é composto por ritmos como piseiro, pagode, funk e sertanejo.
Em 18 de julho, foi disponibilizada a segunda parte do EP Mari no Barzinho, gravado em Goiânia, e que contou com a colaboração de Zé Felipe. Simultaneamente foi lançado o primeiro volume do álbum Mari no Barzinho, mesclando as músicas dos dois EPs.
Na semana de 2 de setembro de 2024, Mari Fernandez retornou à liderança da parada musical Brasil Hot 100 quase dois anos depois. Este feito foi alcançado com a música "Louco, Louco", que contou com a parceria de Zé Felipe.
Em 19 de novembro, Mari gravou seu terceiro álbum ao vivo, no Espaço Hall, na cidade do Rio de Janeiro, e que teve a contribuição de Guilherme & Benuto e Lauana Prado. O novo DVD marca a transição para o sertanejo, gênero no qual ela já tinha flertado em seus últimos trabalhos. Em 4 de dezembro, lançou a primeira parte do projeto.

## Vida pessoal
Em 21 de novembro de 2023, Mari assumiu publicamente a sua bissexualidade em entrevista ao podcast "PodCats". Em 31 de agosto de 2024, assumiu o seu namoro com a estudante de odontologia e modelo Júlia Ribeiro, por meio de um vídeo em suas redes sociais em que faz uma supressa com buquê de flores e afirma: "Meu coração está em suas mãos".

## Características artísticas

### Inspirações
As inspirações musicais de Mari Fernandez abarcam inúmeros gêneros, principalmente o forró, o sertanejo e o piseiro. Em entrevista ao site Tenho Mais Discos Que Amigos! em agosto de 2021, Mari afirmou ter como referências Alceu Valença, Marília Mendonça, Os Barões da Pisadinha, Zé Vaqueiro, Xand Avião, Solange Almeida e Wesley Safadão. Em dezembro de 2023, em entrevista a rádio FM O Dia, Fernandez reafirmou sua inspiração por Marília, e também citou a dupla Maiara & Maraisa, ressaltando a importância das três para a "quebra de tabus" em relação à presença feminina na música.

## Discografia

### Álbuns

#### Álbuns de estúdio
| Faixas do álbum |
| --- |
| 1. Amizade Colorida 2. Não, Não Vou 3. Agonia 4. Acorrentado em Você 5. Coração Bandido 6. Salva-Me 7. Quero Você do Jeito Que Quiser 8. Não Tava Pronta Pra te Ver 9. Agonia (com Vitor Fernandes) 10. Com Você ou Sem |

| Faixas do álbum |
| --- |
| 1. Quando Tem Sentimento 2. Respeita Seu Ex (com Murilo Huff) 3. Apaixonada Errada 4. Cão Sem Dono 5. Depois de Você (Melhor Escolha) 6. Desistiu de Mim 7. Prefiro a Verdade 8. Não Vou Sofrer Sozinho 9. Não Tem Limitez |

#### Álbuns ao vivo
| Faixas do álbum |
| --- |
| 1. Eu Quero Recair (com Simone & Simaria) 2. Para de Me Assistir 3. Vai Doer Mais 4. Pode Apostar (com Xand Avião) 5. Comunicação Falhou (com Nattan) 6. Quem Vale Menos 7. Intuição 8. Só de Imaginar (com Zé Vaqueiro) 9. É Comigo Mesmo 10. Câmera Lenta 11. Amar Não é Obrigação 12. Agonia 13. Não, Não Vou 14. Amizade Colorida 15. Saudade Carinhosa |

| Faixas do álbum |
| --- |
| 1. Tortura 2. Fora dos Stories 3. Frouxo (com Maiara & Maraisa) 4. Amor Sem Compromisso (com Wesley Safadão) 5. Quando Tem Sentimento 6. Marquinha do Carinho (com Hugo & Guilherme) 7. Deixa Eu Viver (com Luísa Sonza) 8. Ainda Existe Amor 9. É Pra Sofrer Calado 10. Tu Não Quer Me Amar 11. Por Que Te Amo (Paradise) 12. Sua Namorada Me Ama 13. Por Mais Que Doa 14. Te Esquecer Pra Ontem 15. Eu Te Amo Mas Te Odeio 16. Depois de Você 17. Bloqueadim 18. Cão Sem Dono 19. Apaixonada Errada 20. Desistiu de Mim |

| Faixas do extended play |
| --- |
| 1. Louco, Louco (com Zé Felipe) 2. Página De Ex 3. Mordida E Carinho 4. Fala Pra Mim 5. Ex Amiga 6. Café Na Cama 7. Papel De Amiga 8. Check-In 9. Saudade Da Porra |

#### Compilações
- Mari Fernandez – As Mais Tocadas (2022)[59]
- Mari Fernandez – As Melhores (2022)[60]

### Extended plays(EPs)
| Faixas do extended play                                 |
| ------------------------------------------------------- |
| 1. Marionete 2. Saudade Carinhosa 3. Lascar Seu Coração |

| Faixas do extended play                                                                                                  |
| --- |
| 1. Quem Vale Menos 2. Parada Louca (com Marcynho Sensação) 3. De Vez em Sempre 4. Vida Que Segue 5. Ainda Tem Sentimento |

| Faixas do extended play                                                                          |
| ------------------------------------------------------------------------------------------------ |
| 1. Agonia 2. Saudade Carinhosa 3. Vida que Segue 4. De Vez em Sempre 5. Olha o Que o Amor Me Faz |

| Faixas do extended play                                         |
| --------------------------------------------------------------- |
| 1. Café Na Cama 2. Página De Ex 3. Saudade Da Porra 4. Ex Amiga |

| Faixas do extended play                                                                            |
| -------------------------------------------------------------------------------------------------- |
| 1. Louco, Louco (com Zé Felipe) 2. Fala Pra Mim 3. Mordida E Carinho 4. Papel De Amiga 5. Check-In |

### Singles

#### Como artista principal
| Canção                                                                                                  | Ano  | Melhores posições nas paradas | Melhores posições nas paradas | Melhores posições nas paradas | Certificações     | Álbum                               |
| Canção                                                                                                  | Ano  | BRA                           | BRA Billb.                    | POR                           | Certificações     | Álbum                               |
| --- | ---- | ----------------------------- | ----------------------------- | ----------------------------- | ----------------- | ----------------------------------- |
| "Não, Não Vou" (Passa Lá em Casa)"                                                                      | 2021 | 18                            | —                             | 24                            | —                 | Piseiro Sofrência                   |
| "Agonia" (com Vitor Fernandes)                                                                          | 2021 | —                             | —                             | —                             | —                 | Piseiro Sofrência                   |
| "Cafajeste (Forró Viral)"                                                                               | 2021 | —                             | —                             | —                             | —                 | Não associado a nenhum álbum        |
| "Parada Louca" (com Marcynho Sensação)                                                                  | 2021 | 81                            | 9                             | 94                            | —                 | Não associado a nenhum álbum        |
| "Hoje Eu Vou Te Usar" (com Felipe Amorim)                                                               | 2022 | —                             | —                             | —                             | —                 | Não associado a nenhum álbum        |
| "Intuição"                                                                                              | 2022 | 91                            | —                             | —                             | —                 | Ao Vivo em Fortaleza                |
| "Só de Imaginar" (com Zé Vaqueiro)                                                                      | 2022 | —                             | —                             | —                             | —                 | Ao Vivo em Fortaleza                |
| "Pode Apostar" (com Xand Avião)                                                                         | 2022 | —                             | —                             | —                             | —                 | Ao Vivo em Fortaleza                |
| "Comunicação Falhou" (com Nattan)                                                                       | 2022 | —                             | 9                             | —                             | —                 | Ao Vivo em Fortaleza                |
| "Eu Quero Recair" (com Simone & Simaria)                                                                | 2022 | —                             | —                             | —                             | —                 | Ao Vivo em Fortaleza                |
| "Cão Sem Dono"                                                                                          | 2022 | —                             | —                             | —                             | —                 | Quando Tem Sentimento               |
| "Respeita Seu Ex" (com Murilo Huff)                                                                     | 2022 | —                             | —                             | —                             | —                 | Quando Tem Sentimento               |
| "Love Absurdo" (com MC Ryan SP e MC Daniel)                                                             | 2023 | —                             | —                             | —                             | —                 | Não associado a nenhum álbum        |
| "Marquinha do Carinho" (com Hugo & Guilherme)                                                           | 2023 | —                             | —                             | —                             | —                 | Mari Fernandez Ao Vivo em São Paulo |
| "Frouxo" (com Maiara & Maraisa)                                                                         | 2023 | —                             | —                             | —                             | —                 | Mari Fernandez Ao Vivo em São Paulo |
| "Deixa Eu Viver" (com Luísa Sonza)                                                                      | 2023 | 76                            | —                             | —                             | —                 | Mari Fernandez Ao Vivo em São Paulo |
| "Amor Sem Compromisso" (com Wesley Safadão)                                                             | 2023 | —                             | —                             | —                             | —                 | Mari Fernandez Ao Vivo em São Paulo |
| "Sarradinha" (com MC Pedrinho)                                                                          | 2023 | —                             | —                             | —                             | —                 | Não associado a nenhum álbum        |
| "Adeus"                                                                                                 | 2023 | 40                            | —                             | —                             | —                 | Não associado a nenhum álbum        |
| "Vai Viver"                                                                                             | 2024 | —                             | 60                            | —                             | - PMB: 2x Platina | Não associado a nenhum álbum        |
| "Dizem Que Sou Louca"                                                                                   | 2024 | 88                            | —                             | —                             | —                 | Não associado a nenhum álbum        |
| "Amor Impossível"                                                                                       | 2024 | —                             | —                             | —                             | —                 | Não associado a nenhum álbum        |
| "Página De Ex"                                                                                          | 2024 | 16                            | 24                            | —                             | - PMB: Diamante   | Mari No Barzinho, Vol. 1 (Ao Vivo)  |
| "Só Lamento" (com MC Livinho)                                                                           | 2024 | —                             | —                             | —                             | —                 | Não associado a nenhum álbum        |
| "Louco, Louco" (com Zé Felipe)                                                                          | 2024 | —                             | 1                             | —                             | —                 | Mari No Barzinho, Vol. 1 (Ao Vivo)  |
| "—" denota singles que não conseguiram entrar nas paradas musicais ou não foram lançados no território. |      |                               |                               |                               |                   |                                     |

#### Como artista convidada
| Single | Ano  | Melhores posições nas paradas | Melhores posições nas paradas | Melhores posições nas paradas | Certificações                                         | Álbum                                        |
| Single | Ano  | BRA                           | BRA Billb.                    | POR                           | Certificações                                         | Álbum                                        |
| --- | ---- | ----------------------------- | ----------------------------- | ----------------------------- | ----------------------------------------------------- | -------------------------------------------- |
| "Ficante Fiel" (Mad Dogz feat. Mari Fernandez) | 2021 | —                             | —                             | —                             | —                                                     | Não associado a nenhum álbum                 |
| "É a Vez dos Meninos" (Nanara Bello feat. Mari Fernandez) | 2021 | —                             | —                             | —                             | —                                                     | Não associado a nenhum álbum                 |
| "Se Não For pra Me Amar" (Kristian Pontes feat. Mari Fernandez)                                                                                                | 2021 | —                             | —                             | —                             | —                                                     | Não associado a nenhum álbum                 |
| "Vou Te Bloquear" (DJ Guuga feat. Mari Fernandez) | 2021 | —                             | —                             | —                             | —                                                     | Piseiro Apaixonado                           |
| "Story Mentiroso" (Gabi Martins feat. Mari Fernandez) | 2021 | —                             | —                             | —                             | —                                                     | Não associado a nenhum álbum                 |
| "Love Cabuloso" (VT Kebradeira feat. Mari Fernandez) | 2021 | —                             | —                             | —                             | —                                                     | Não associado a nenhum álbum                 |
| "Áudio Que Te Entrega" (Leo Santana feat. MC Don Juan e Mari Fernandez)                                                                                        | 2022 | —                             | 17                            | —                             | - PMB 4x Diamante - PMB 3x Diamante - PMB 2x Diamante | GG Astral                                    |
| "Serenata" (Ávine Vinny feat. Mari Fernandez) | 2022 | —                             | —                             | —                             | —                                                     | 220 Volts (Ao Vivo)                          |
| "Love Terremoto" (Os Barões da Pisadinha feat. Mari Fernandez)                                                                                                 | 2022 | —                             | —                             | —                             | —                                                     | Resenha Preferida (Ao Vivo)                  |
| "Eu Gosto Assim" (Gustavo Mioto feat. Mari Fernandez) | 2022 | 2                             | 1                             | 31                            | - AFP: Platina - PMB: 5x Diamante - PMB: 2x Diamante  | Não associado a nenhum álbum                 |
| "O Inverno Acabou" (Limão com Mel feat. Mari Fernandez) | 2022 | —                             | —                             | —                             | —                                                     | Estúdio Limão 2                              |
| "Negócio na Cama" (Priscila Senna feat. Mari Fernandez) | 2022 | —                             | —                             | —                             | —                                                     | Priscilla Em Cena                            |
| "Eu Já Mudei" (Marttin Monteiro feat. Mari Fernandez) | 2022 | —                             | —                             | —                             | —                                                     | Não associado a nenhum álbum                 |
| "Conduta" (Nattan feat. Mari Fernandez) | 2022 | —                             | —                             | —                             | - PMB: 2x Platina                                     | O Fantástico Mundo de Nattan                 |
| "Cuidado" (Thiago Aquino feat. Mari Fernandez) | 2023 | —                             | —                             | —                             | —                                                     | Não associado a nenhum álbum                 |
| "Pessoa Errada" (Paulo & Nathan feat. Mari Fernandez) | 2023 | —                             | —                             | —                             | —                                                     | Não associado a nenhum álbum                 |
| "Eu Gosto Assim (Dennis Remix)" (Gustavo Mioto feat. Mari Fernandez e Dennis DJ)                                                                               | 2023 | —                             | —                             | —                             | —                                                     | Não associado a nenhum álbum                 |
| "Me Revolta" (Tarcísio do Acordeon feat. Mari Fernandez) | 2023 | —                             | —                             | —                             | —                                                     | Não associado a nenhum álbum                 |
| "Várias Bebezinhas" (Xand Avião feat. Mari Fernandez) | 2023 | —                             | —                             | —                             | —                                                     | Não associado a nenhum álbum                 |
| "Não Vitalício (Nunca Mais)" (Matheus & Kauan feat. Mari Fernandez)                                                                                            | 2023 | 5                             | 6                             | —                             | - PMB: 8x Diamante - PMB 2x Platina                   | Basiquinho 2 (Ao Vivo)                       |
| "Seu Brilho Sumiu" (Israel & Rodolffo feat. Mari Fernandez) | 2023 | 61                            | 3                             | 125                           | - PMB: 4x Diamante                                    | Let's Bora, Vol. 2 (Ao Vivo)                 |
| "Meu Vício" (Michel Teló feat. Mari Fernandez) | 2023 | 12                            | —                             | —                             | —                                                     | Rolê Aleatório                               |
| "Cê Nem Me Superou" (Matheus Ximenes feat. Mari Fernandez) | 2023 | —                             | —                             | —                             | —                                                     | Não associado a nenhum álbum                 |
| "Amor ou Paixão" (Eliane feat. Mari Fernandez, Dorgival Dantas, Naiara Azevedo, Taty Girl, Walkyria Santos, Solange Almeida e Joelma)                          | 2023 | —                             | —                             | —                             | —                                                     | Eliane - Um Brinde a Rainha (DVD de 40 Anos) |
| "O Seu Grande Amor" (Eliane feat. Mari Fernandez) | 2023 | —                             | —                             | —                             | —                                                     | Eliane - Um Brinde a Rainha (DVD de 40 Anos) |
| "Abismo" (Manu feat. Mari Fernandez) | 2023 | —                             | 100                           | —                             | - PMB 2x Platina                                      | Daqui pra Sempre                             |
| "Erro da Minha Vida" (Solange Almeida feat. Mari Fernandez) | 2023 | —                             | 47                            | —                             | —                                                     | Solange Almeida: Ao Vivo em Aracaju'         |
| "Parque de Diversões" (João Bosco & Vinícius feat. Mari Fernandez)                                                                                             | 2023 | 52                            | 99                            | —                             | —                                                     | JB&V 21 In Concert (Ao Vivo)                 |
| "Fazendinha Sessions #4: Trem Perfeito" (Fazendinha Sessions feat. MC Ryan SP, João Gomes, Us Agroboy, Zé Felipe, Mari Fernandez, Luan Pereira e Mayck & Lyan) | 2023 | —                             | —                             | —                             | —                                                     | Não associado a nenhum álbum                 |
| "Malícia" (Murilo Huff feat. Mari Fernandez) | 2024 | —                             | —                             | —                             | —                                                     | Fortaleza, Vol.1 (Ao Vivo)                   |
| "Peguei, Pegava e Pegaria" (Bruninho & Davi feat. Mari Fernandez)                                                                                              | 2024 | —                             | —                             | —                             | —                                                     | Não associado a nenhum álbum                 |
| "30 Cadeados" (Gusttavo Lima feat. Mari Fernandez) | 2024 | —                             | 18                            | —                             | —                                                     | Paraíso Particular                           |
| "Falta de Mim" (Ludmilla feat. Mari Fernandez) | 2024 | —                             | 50                            | —                             | —                                                     | Numanice 3: Ao Vivo                          |
| "Virou Love" (Melody feat. Mari Fernandez) | 2024 | —                             | —                             | —                             | —                                                     | Não associado a nenhum álbum                 |
| "Eu Sou do Tipo" (Allanzim Coreano feat. Mari Fernandez) | 2024 | —                             | —                             | —                             | —                                                     | Forró e Futebol                              |
| "Boca Solta (Sua Bebê)" (Dilsinho feat. Mari Fernandez) | 2024 | —                             | —                             | —                             | —                                                     | Diferentão 2                                 |
| "Eu Juro" (Ferrugem feat. Mari Fernandez) | 2024 | —                             | —                             | —                             | —                                                     | Ferrugem 10 Anos                             |
| "Como Pode" (Ferrugem feat. Mari Fernandez) | 2024 | —                             | —                             | —                             | —                                                     | Ferrugem 10 Anos                             |
| "Se Você Tivesse Cuidado" (Jonas Esticado feat. Mari Fernandez)                                                                                                | 2024 | —                             | 82                            | —                             | —                                                     | Na Essência                                  |
| "Tu Não Ama" (Guilherme & Santiago feat. Mari Fernandez) | 2024 | 32                            | 69                            | —                             | —                                                     | Não associado a nenhum álbum                 |
| "Fala Mal e Dorme Junto" (Mano Walter feat. Mari Fernandez) | 2024 | —                             | —                             | —                             | —                                                     | Novo Horizonte                               |
| "Tomara" (Eric Land feat. Mari Fernandez) | 2024 | —                             | —                             | —                             | —                                                     | Ao Vivo Em São Paulo                         |
| "Duas Pedaladas" (Leo Santana feat. Mari Fernandez) | 2024 | —                             | —                             | —                             | —                                                     | Léo & Elas                                   |
| "Leilão" (César Menotti & Fabiano feat. Mari Fernandez) | 2024 | —                             | —                             | —                             | —                                                     | XX Anos - Intensidade (Ao Vivo)              |
| "—" denota singles que não conseguiram entrar nas paradas musicais ou não foram lançados no território.                                                        |      |                               |                               |                               |                                                       |                                              |

### Singles promocionais
| Single                                                       | Ano  | Marca                    | Álbum                        |
| ------------------------------------------------------------ | ---- | ------------------------ | ---------------------------- |
| "Vazou um Áudio" (com Ávine Vinny)                           | 2021 | Casa Filtr (Filtr Music) | Não associado a nenhum álbum |
| "Vazou um Áudio (funk remix)" (com Ávine Vinny e Sr. Nescau) | 2021 | Casa Filtr (Filtr Music) | Não associado a nenhum álbum |
| "Boca Semi Nua" (com Diego & Arnaldo)                        | 2022 | Casa Filtr (Filtr Music) | Não associado a nenhum álbum |
| "Ainda Não Tô Pronta" (com Paula Fernandes)                  | 2022 | Casa Filtr (Filtr Music) | Não associado a nenhum álbum |
| "Inveja no Povo" (com Zé Vaqueiro e Sorriso Maroto)          | 2022 | Casa Filtr (Filtr Music) | Não associado a nenhum álbum |
| "Foi Ótimo" (com Turma do Pagode)                            | 2022 | Casa Filtr (Filtr Music) | Não associado a nenhum álbum |
| "Lua"                                                        | 2022 | Cheetos                  | Na Pegada do Bichão          |
| "Me Abraça" (com Nattan)                                     | 2022 | Cheetos                  | Na Pegada do Bichão          |
| "Você Não Entende Nada"                                      | 2022 | Spotify Brasil           | Não associado a nenhum álbum |
| "Se Aprochegue, São João" (com Alceu Valença)                | 2024 | O Boticário              | Não associado a nenhum álbum |

## Prêmios e indicações
Em seu primeiro ano de carreira, Fernandez recebeu quatro nomeações, sendo duas ao TikTok Awards, uma ao Prêmio Contigo! Online e outra ao WME Awards. No ano de 2023, Mari conquistou seus primeiros prêmios no Prêmio Jovem Brasileiro, nas categorias Cantora Jovem e Melhor Feat.
| Ano  | Prêmio                                | Categoria                  | Indicação                                | Resultado | Ref.          |
| ---- | ------------------------------------- | -------------------------- | ---------------------------------------- | --------- | ------------- |
| 2021 | TikTok Awards                         | Eu Não Nasci, Eu Estreei   | Mari Fernandez                           | Indicada  | [ 81 ]        |
| 2021 | TikTok Awards                         | Hit do Ano                 | "Não, Não Vou"                           | Indicada  | [ 81 ]        |
| 2021 | WME Awards                            | Música Mainstream          | "Não, Não Vou"                           | Indicada  | [ 82 ]        |
| 2021 | Prêmio Contigo! Online                | Revelação Musical          | Mari Fernandez                           | Indicada  | [ 83 ]        |
| 2022 | MTV Millennial Awards                 | Hino de Karaokê            | "Parada Louca" – feat. Marcynho Sensação | Indicada  | [ 84 ]        |
| 2022 | Prêmio Multishow de Música Brasileira | Revelação do Ano           | Mari Fernandez                           | Indicada  | [ 85 ]        |
| 2022 | WME Awards                            | Música Mainstream          | "Parada Louca" – feat. Marcynho Sensação | Indicada  | [ 86 ]        |
| 2023 | Prêmio Jovem Brasileiro               | Melhor Cantora Jovem       | Mari Fernandez                           | Venceu    | [ 87 ] [ 88 ] |
| 2023 | Prêmio Jovem Brasileiro               | Hit do Ano                 | "Seu Brilho Sumiu" – Israel & Rodolffo   | Indicada  | [ 87 ] [ 88 ] |
| 2023 | Prêmio Jovem Brasileiro               | Melhor Feat                | "Seu Brilho Sumiu" – Israel & Rodolffo   | Venceu    | [ 87 ] [ 88 ] |
| 2023 | WME Awards                            | Música Mainstream          | "Seu Brilho Sumiu" – Israel & Rodolffo   | Indicada  | [ 89 ]        |
| 2023 | WME Awards                            | Show                       | "Pra Lascar o Coração"                   | Indicada  | [ 89 ]        |
| 2024 | Prêmio Jovem Brasileiro               | Melhor Cantora Jovem       | Mari Fernandez                           | Indicada  | [ 90 ]        |
| 2024 | Prêmio Claro Música                   | Artista de Forró e Piseiro | Mari Fernandez                           | Indicada  | [ 91 ]        |
| 2024 | Prêmio Multishow de Música Brasileira | Forró e Piseiro do Ano     | "Página de Ex"                           | Indicada  | [ 92 ]        |
| 2024 | WME Awards                            | Videoclipe                 | "Dizem Que Sou Louca"                    | Indicada  | [ 93 ]        |